# Domklausur Brandenburg

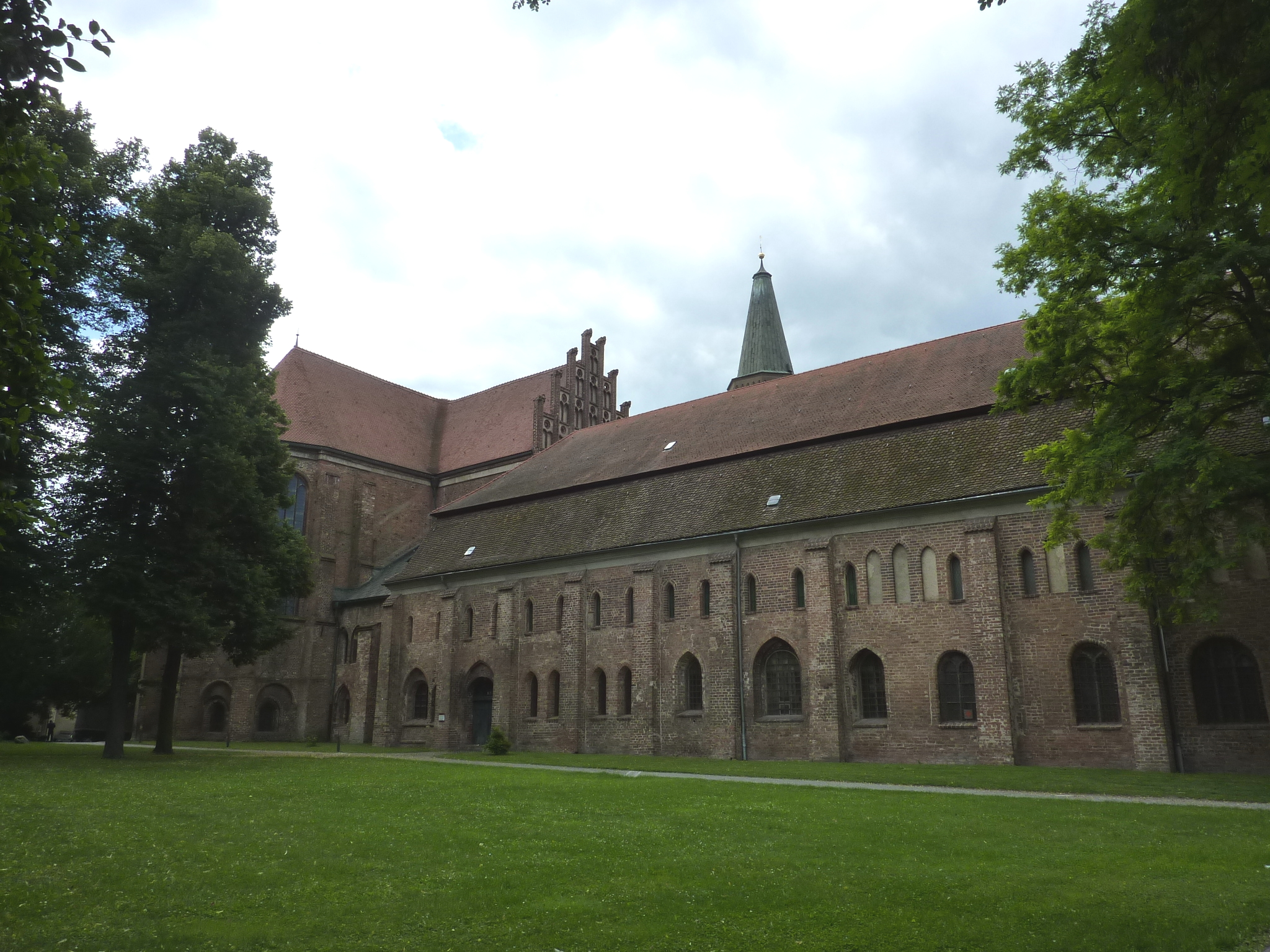
Ostflügel der Domklausur

Die Domklausur in Brandenburg an der Havel ist ein klosterartiges Gebäude, in dem bis zur Reformation die Domherren der Peter-und-Pauls-Kathedrale nach den Regeln des Prämonstratenserordens lebten.  Träger ist nach wie vor das Domstift Brandenburg. Errichtet wurde sie aus Backstein, anfangs in romanischem, überwiegend in gotischem Stil.

## Mittelalterliche Gebäude

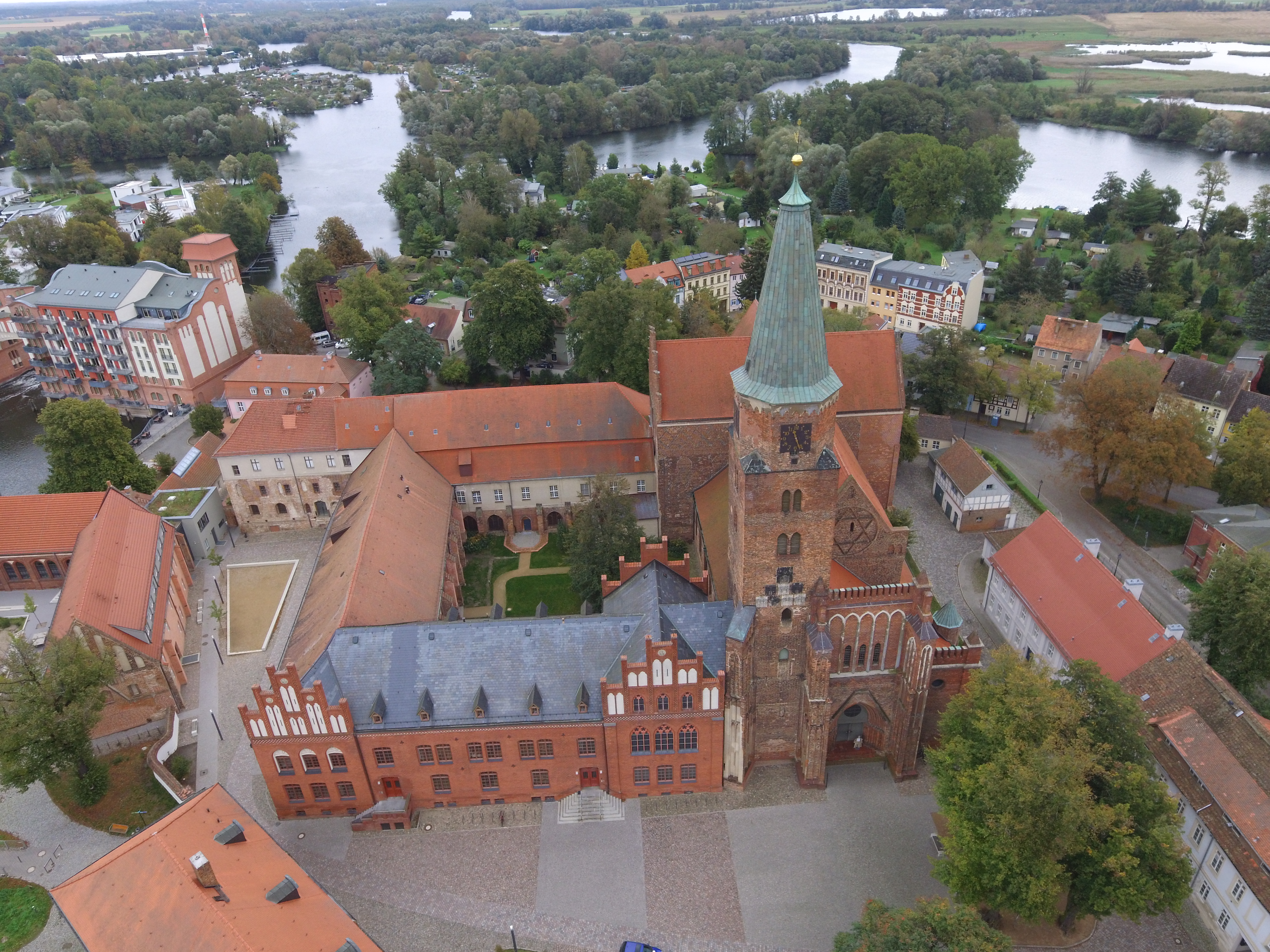
Domklausur am Dom: Spiegelburg links hinten, romanisch, gotisch und aufgestockt, Ostflügel rechts daneben mit verputztem Obergeschoss, links Nordflügel mit Strebepfeilern, vorne Westflügel, neugotisch ersetzt

Drei Flügel des Gebäudes umschließen zusammen mit dem Dom einen Hof mit Kreuzgang an der Nordseite der Kirche. Ein vierter Trakt schließt an die Nordostecke an.
Dieser wird Spiegelburg genannt. Bald nach 1156 errichtet, dem Baubeginn des Doms, ist sie der älteste Teil der Domklausur.
Etwa 1220 oder 1230 wurde mit dem Bau des Ostflügels begonnen. Nicht viel später stand das Erdgeschoss des Nordflügels. Mitte des 15. Jahrhunderts wurde im oberen Kreuzgang des Nordflügels die Bibliothek des Domkapitels eingerichtet. Gegen Ende des Jahrhunderts erwähnte Hartmann Schedel, der Verfasser der Schedelschen Weltchronik, ihre bemalten Wände.

## Bildungseinrichtungen
1507 wurde die klösterliche Gemeinschaft aufgehoben. Das Domstift bestand weiter. Mit Zustimmung des preußischen Königs gründete es 1704 oder 1705 die Ritterakademie am Dom zu Brandenburg. Unter deren Nutzung wurde der Nordflügel ab 1707 in einem schlichten Barockstil erneuert. Die Ritterakademie wurde 1809 offiziell ein Gymnasium, 1849 aufgelöst und 1855 wiedergegründet.
1869–1870 wurde der Westflügel durch ein neugotisches Schulgebäude ersetzt. Die übrigen Gebäude wurden für das Internat der Akademie genutzt und 1902–1906 renoviert. 1937 wurde der Schulbetrieb eingestellt, das Internat bestand aber weiter.
Bald nach Ende des Zweiten Weltkriegs wurde der Schulbetrieb wieder aufgenommen, zunächst unter der Bezeichnung Domschule. Das erste Abitur fand 1947 statt.
1948 wurde wieder das Domkapitel Träger der Klausurgebäude. 1949 wurde die Schule in Puschkinschule umbenannt, 1951 in Theodor-Neubauer-Schule. 1958 fanden dort die letzten Abiturprüfungen statt. Die Schule in den Räumen der Domklausur wurde zur Polytechnischen Oberschule Theodor Neubauer.
1975 zog diese in ein neues Schulgebäude um.

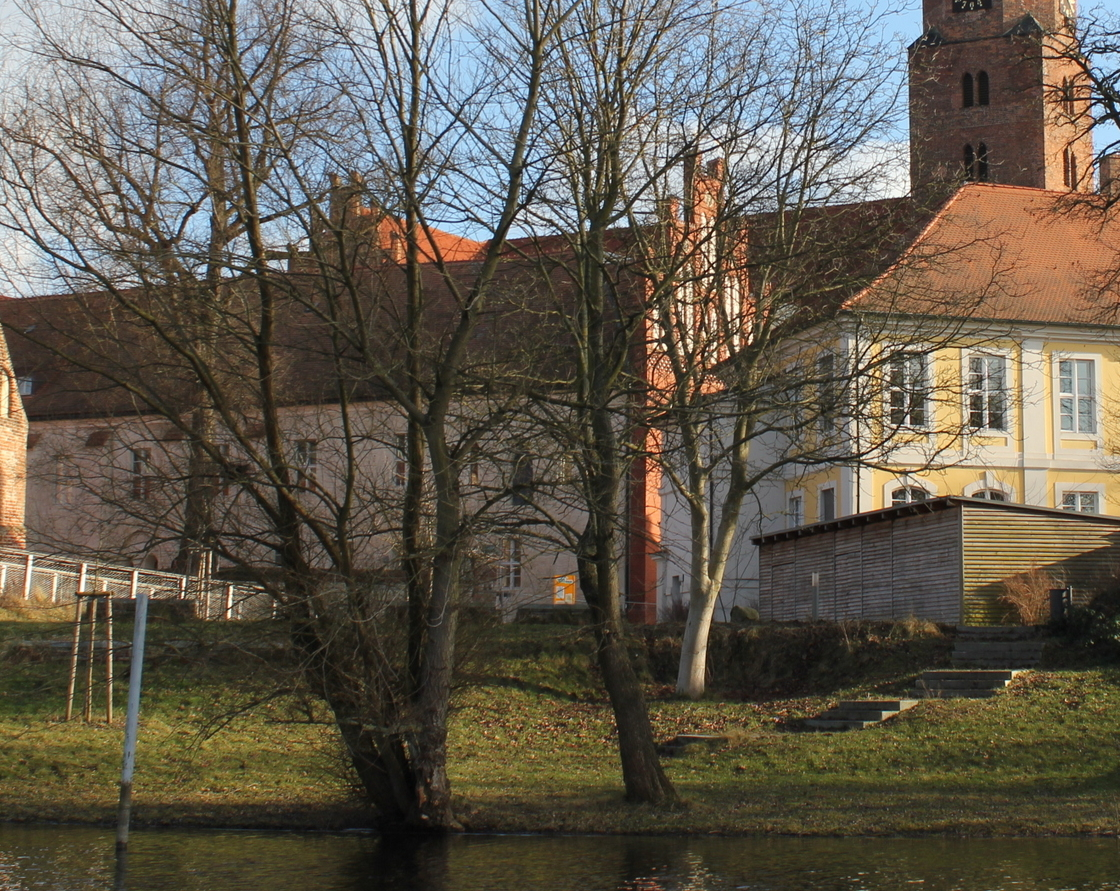
Nordflügel vom Wasser des Havelarms Domstreng

Seit dem Schuljahr 2000/2001 beherbergt ein Teil der Domklausur die Evangelische Grundschule Brandenburg an der Havel. Das 2006 gegründete Evangelische Gymnasium am Dom zu Brandenburg hat den zwischenzeitlich sanierten Neubau der Polytechnischen Oberschule Theodor Neubauer bezogen.

## Jüngste Sanierung
2008 wurden die Klausurgebäude saniert. Im Inneren wurden dabei mittelalterliche Fresken in der Bibliothek freigelegt. Das Außenmauerwerk wurde vom Schwamm befreit. Wo es 300 Jahre unter Putz verborgenen gewesen war, wurde es nun geschlämmt, so dass die Struktur des Backsteingemäuers nur wieder erkennbar bleibt. Einzelne gotische Fensteröffnungen wurden ganz wiederhergestellt.